# Lekcja niemieckiego
Lekcja niemieckiego (niem. Deutschstunde) – powieść Siegfrieda Lenza opublikowana w 1968 roku. Autor porusza w dziele kluczowe aspekty niemieckiej literatury powojennej, rozważając problemy winy i przymusu za czasów narodowego socjalizmu.
Formalnie powieść dzieli się na dwie płaszczyzny czasowe. Pierwszą z nich stanowi teraźniejszość narratora Siggiego Jepsena, przebywającego w zakładzie dla trudnej młodzieży, drugą zaś tworzy jego wypracowanie, przenoszące czytelnika w czasy nazistowskich Niemiec. Lenz zmienia w niektórych momentach także perspektywę narracyjną, przedstawiając w dziele psychologiczne studia na temat osoby Siggiego, które on sam czyta na głos i sceptycznie komentuje.

## Opis fabuły
Siggi Jepsen, wychowanek zakładu dla trudnej młodzieży, otrzymuje zadanie napisania wypracowania na temat „Radości obowiązku”. Nie jest on jednak w stanie spełnić swojej powinności na czas i oddaje dyrekcji pustą kartkę. Powodem niepowodzenia nie jest jednak brak pomysłów, lecz nadmiar materiału, z którym pragnie się zmierzyć. Do momentu ukończenia wypracowania musi więc pozostać w odosobnieniu. W przedłużającej się „lekcji niemieckiego” Siggi pisze o swoim dzieciństwie, stojącym pod znakiem „obowiązku”.
Jego ojciec, Jens Ole Jepsen, był posterunkowym policji w niemieckiej wiosce Rugbüll na północy kraju. W 1943 otrzymał on polecenie od nazistowskiego kierownictwa, by nałożyć zakaz malowania na ekspresjonistę Max Ludwiga Nansena. Miał on także dopilnować, aby ów zakaz był rygorystycznie przestrzegany. Mimo iż Jespen był zaprzyjaźniony z malarzem od czasów dzieciństwa, a ten uratował mu nawet życie, posterunkowy nie ma żadnych wątpliwości co do natury jego zadania i skrupulatnie wykonuje swoje obowiązki. Kiedy próbuje namówić swojego dziesięcioletniego syna by ten szpiegował Nansena, chłopak stoi przed sporym dylematem moralnym, jako iż pracowania malarza jest jego drugim domem. Ostatecznie postanawia on sprzeciwić się ojcu i pomaga Nansenowi ukryć malowidła.
Ojciec Siggiego, w odróżnieniu od jego żony, jest nie tyle pochłonięty ideologią narodowego socjalizmu, co fanatyczną koniecznością wykonywania swoich obowiązków. Kiedy brat protagonisty umyślnie się okalecza, by uniknąć służby wojskowej, zostaje odtrącony przez rodziców i udaje mu się przetrwać wojnę tylko dzięki pomocy malarza.
Nawet po wojnie Jepsen dokłada wszelkich starań by zniszczyć obrazy Nansena. Ostatecznie udaje mu się odkryć schowek w starym młynie, gdzie jego syn ukrył malowidła. Gdy ojciec podpala skrytkę Siggiego, ten postanawia uratować obrazy, co ostatecznie czyni go „złodziejem dzieł sztuki” i za co zostaje odtransportowany do zakładu poprawczego.

## Analiza
Pierwszoosobowy narrator Siggi Jepsen sam jest częścią przedstawionego świata i stara się go oceniać, komentując sytuacje z przeszłości. Czytelnik widzi więc wydarzenia fabularne jego oczami. Jest to perspektywa subiektywna, wzmocniona jeszcze ironią oraz dziecięcym wyolbrzymieniem.
Zadane wypracowanie pomaga narratorowi zmierzyć się z jego przeszłością i problemami państwa niemieckiego w czasach narodowego socjalizmu. Lenz krytykuje idee absolutnego posłuszeństwa i bezkrytycznego wykonywania rozkazów. Odkrywa on przy tym mechanizmy państwa totalitarnego i konfrontuje je z działaniami konkretnego indywiduum, które musi stawić im czoło. Konflikt między malarzem a posterunkowym rozciąga się na dwóch płaszczyznach czasowych powieści. Ma on swoje źródło w przeszłości, ale nie kończy się z teraźniejszością. Fanatyczne posłuszeństwo ojca jest uwarunkowane między innymi posiadaniem munduru, który daje mu poczucie integracji ze strukturami urzędniczymi i państwowymi. Jako iż postać Nansena była wzorowana na malarzu Emilu Nolde, fikcyjna linia fabularna dzieła nabiera autentyczności.
Rodzice Siggiego oczekują od niego bezwzględnego posłuszeństwa. Ten jednak nie chce się podporządkować i czuje się bardziej związany z malarzem Maxem Ludwigiem Nansenem. Tylko w pracowni artysty ma on poczucie bezpieczeństwa i miłości. Po wojnie rozwija się u niego odruch nerwowy, który, jak twierdzą psycholodzy w książce, jest halucynacyjną reakcją obronną i wiąże się z obsesją mającą źródło w przeszłości. Chłopak poza tym panicznie boi się ojca, a będąc przez niego odtrąconym, znajduje pomocną rękę tylko u malarza i jego starszej siostry Hilke.

## Główne postacie
- Siggi Jepsen – narrator
- Jens Ole Jepsen – ojciec Siggiego, posterunkowy policji
- Max Nansen – malarz ścigany przez nazistów, wzorowany na ekspresjoniście Emilu Nolde[4]
- Gudrun Jepsen – matka Siggiego
- Klaas – brat Siggiego
- Hilke – siostra Siggiego

## Przekład na język polski
Autorem polskiego przekładu, wydanego w 1971 r. przez oficynę Czytelnik, jest Andrzej Ściegienny. W 1994 r. wznowienia przekładu dokonało wydawnictwo Interart.

## Ekranizacja
Fabuła powieści została opracowana przez Petera Beauvaisa, który w 1971 roku nakręcił film pod tym samym tytułem.

## Literatura
- Deutschstunde (2006). Munich: Deutscher Taschenbuch Verlag, ISBN 978-3-423-13411-8.
- Große, Wilhelm: Siegfried Lenz: Deutschstunde. Königs Erläuterungen und Materialien (Bd. 92). Hollfeld: C. Bange Verlag 2003. ISBN 978-3-8044-1757-1.